# Alain Rebetez
Pour les articles homonymes, voir Rebetez.
Alain Rebetez, né en 1961 d'origine jurassienne, est un journaliste suisse. 

## Biographie
Alain Rebetez naît en 1961, d'un père horloger. Il a trois frères et sœurs.  
Il vit dans le canton de Neuchâtel, où après des études de droit il débute en 1982 au quotidien L'Express. Par la suite, entre 1989 et 1998, il est rédacteur au magazine L'Hebdo, puis devient correspondant parlementaire à Berne de la Télévision suisse romande jusqu'en été 2001, où il est promu chef de la rubrique nationale dans la même chaîne de télévision. 
Début 2003, il est engagé à L'Hebdo lors de la réorganisation de la rédaction par Alain Jeannet et devient rédacteur en chef adjoint. Entre 2005 et 2006, il participe au Bondy Blog dont il est l'un des fondateurs avec Serge Michel.
En juin 2007, il retourne à la Télévision suisse romande comme correspondant parlementaire à Berne.
En 2017, il reçoit le Grand Prix du journalisme suisse (Swiss Press Award) dans la catégorie vidéo pour son émission « L’instant politique », dans laquelle il « raconte la politique alors que d’autres analyseraient ».
Depuis le 1er juin 2018, il est le correspondant de Tamedia à Paris. Le groupe de presse suisse lui offre le défi et le renouveau qu’il attendait.